# Bad Kissingen
Bad Kissingen è una città tedesca di 23 245 abitanti, situata nel land della Baviera. È bagnato dalla Saale di Franconia, un affluente del Meno. Kissingen è una città nota per gli effetti curativi delle acque termali. Nel 2021 è stata dichiarata patrimonio dell'umanità dall'UNESCO nelle Grandi città termali d'Europa. È gemellata con il comune italiano di Massa, in Toscana.

## Storia
Bad Kissingen è menzionato per la prima volta nell'801 con il nome di Chizzicha, ed è diventato famoso per le sue sorgenti minerali, attestate dall'823. Nel 1279 Kissingen è menzionato come "oppidum" (città). Nel 1394 la città venne al Vescovato di Würzburg. Dal XVI secolo Kissingen si trovava reputazione come spa. Kissingen appartiene alla Baviera dal 1814. Il 10 luglio 1866 la città è stata sito di una battaglia tra le truppe prussiane e bavaresi, durante la guerra austro-prussiana del 1866. La battaglia si è conclusa con la vittoria della Prussia. Nel XIX secolo, Kissingen è diventato un luogo alla moda in cui sovrani europei si sono trovati includerà l'imperatrice Elisabetta d'Austria (Sisi), lo zar Alessandro II e il re Ludwig II di Baviera, che ha rinominato nel 1883 Kissingen a "Bad Kissingen". Scrittori (Lev Tolstoj), compositori (Gioachino Rossini, Cyrill Kistler) e artisti (Adolph von Menzel) sono stati anche tra gli ospiti illustri.
Il cancelliere tedesco Otto von Bismarck ha visitato molte volte le terme di Kissingen e nel 1874 nel corso del "Kulturkampf" è sopravvissuto ad un tentativo di assassinio del cattolico Eduard Kullmann. Nel 1877 è stato scritto il dettato di Kissingen (tedesco: "Kissinger Diktat"), in cui Bismarck ha spiegato i principi della sua politica estera. L'ex casa di Bismarck a Kissingen è ora il Museo Bismarck. Nel giugno 1911 il ministro degli esteri tedesco, Alfred von Kiderlen-Waechter, e l'ambasciatore francese Jules Cambon avevano negoziato a Bad Kissingen sul Marocco senza trovare una soluzione. Il fallimento dei negoziati porta alla crisi di Agadir. Nel 1945 Bad Kissingen fu occupato dalle truppe americane senza combattere.
Nel 2015 ci sono stati oltre 246.000 visitatori che hanno soggiornato più di 1,5 milioni di notti.

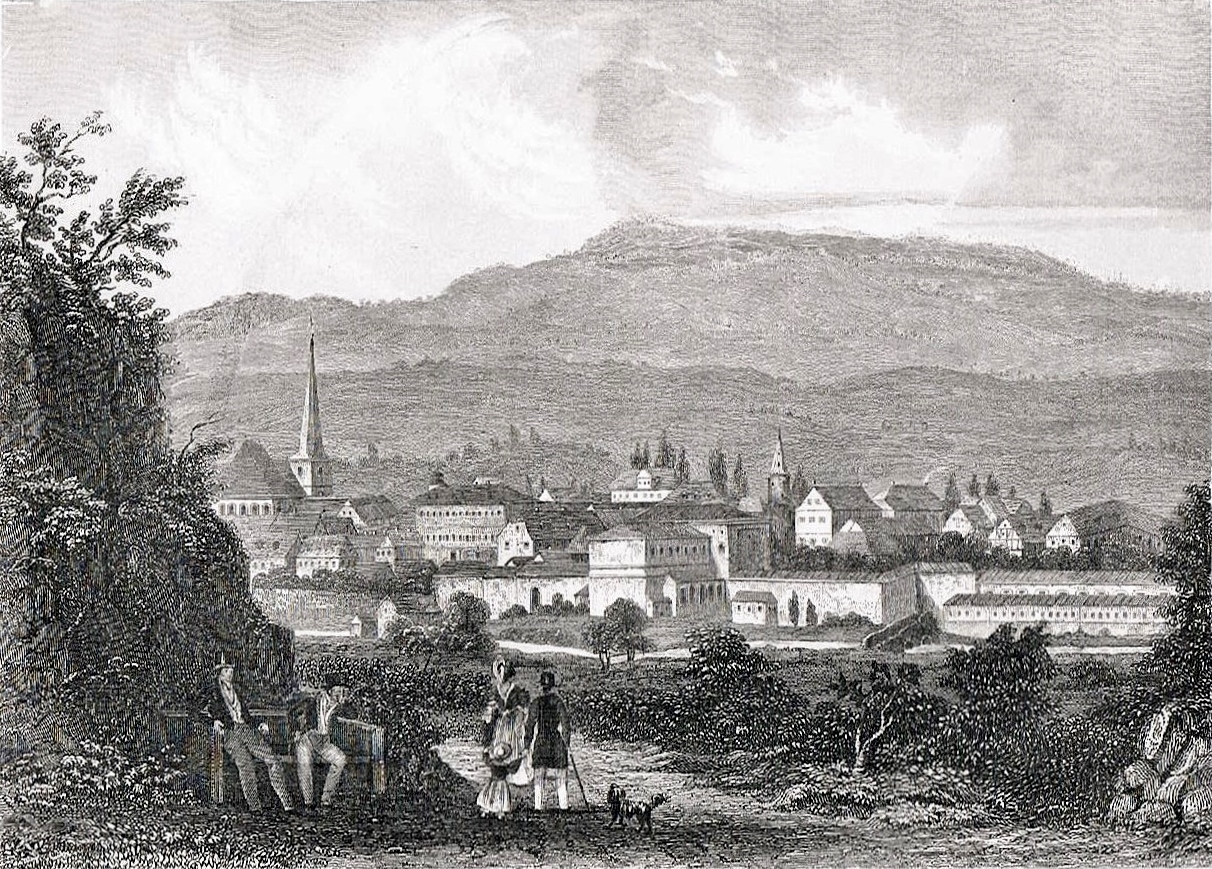
Kissingen nel 1850
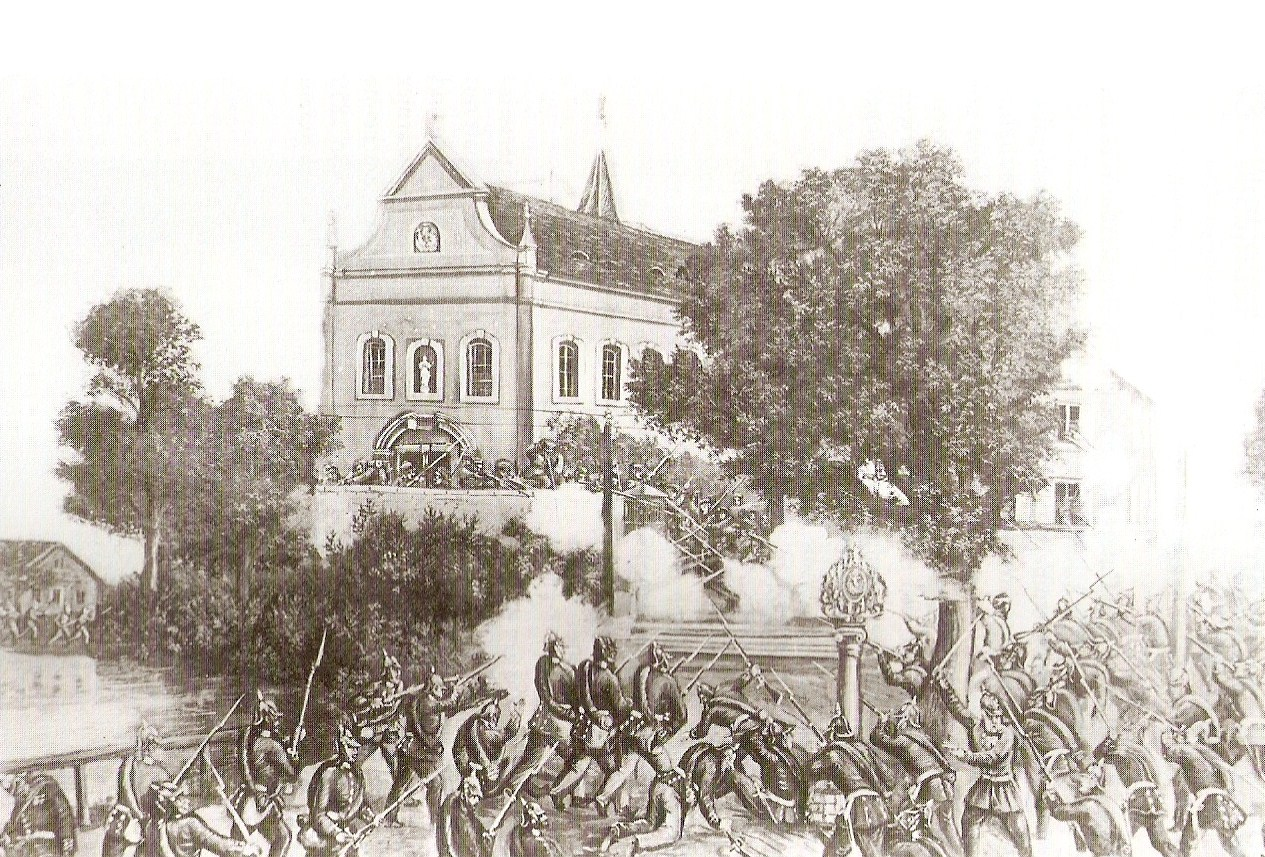
La battaglia di Kissingen, 10 luglio 1866
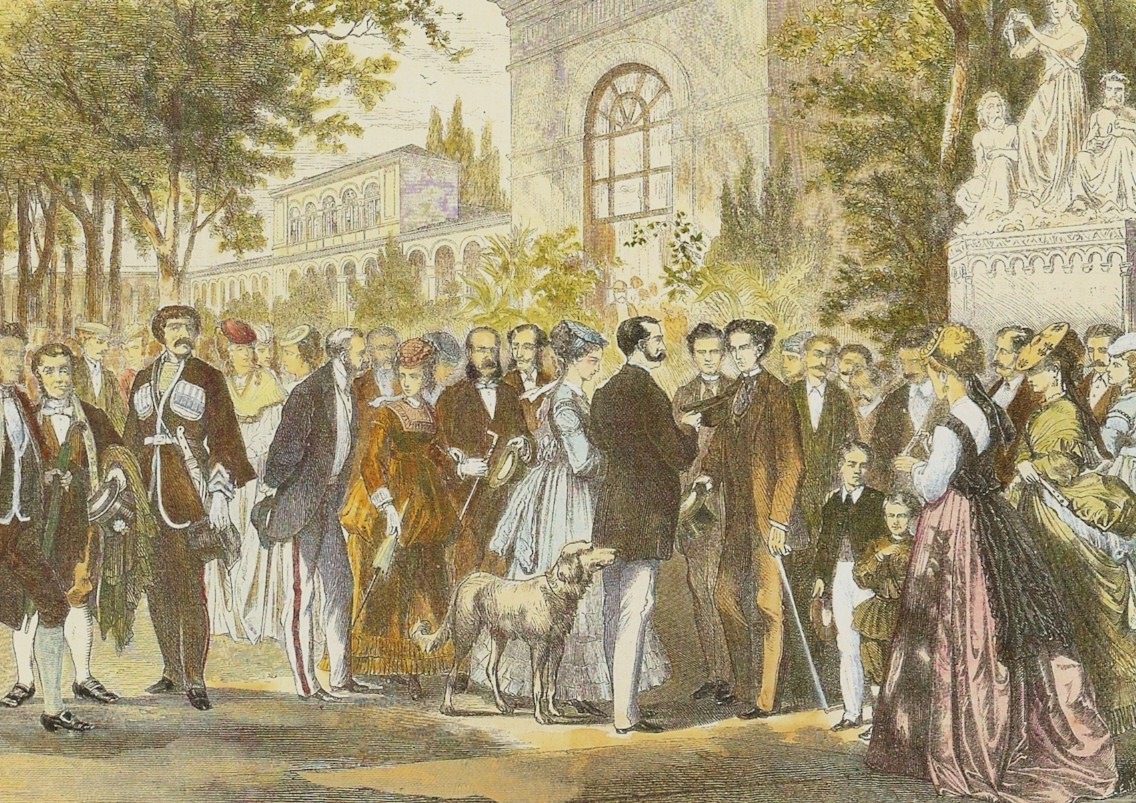
Alessandro II di Russia (centro) e Ludwig II di Baviera nel 1868
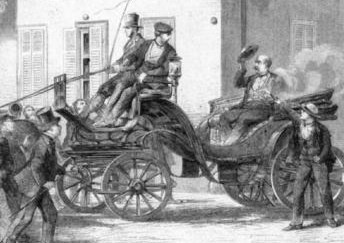
L'assassinio di Eduard Kullmann a Bismarck nel 1874
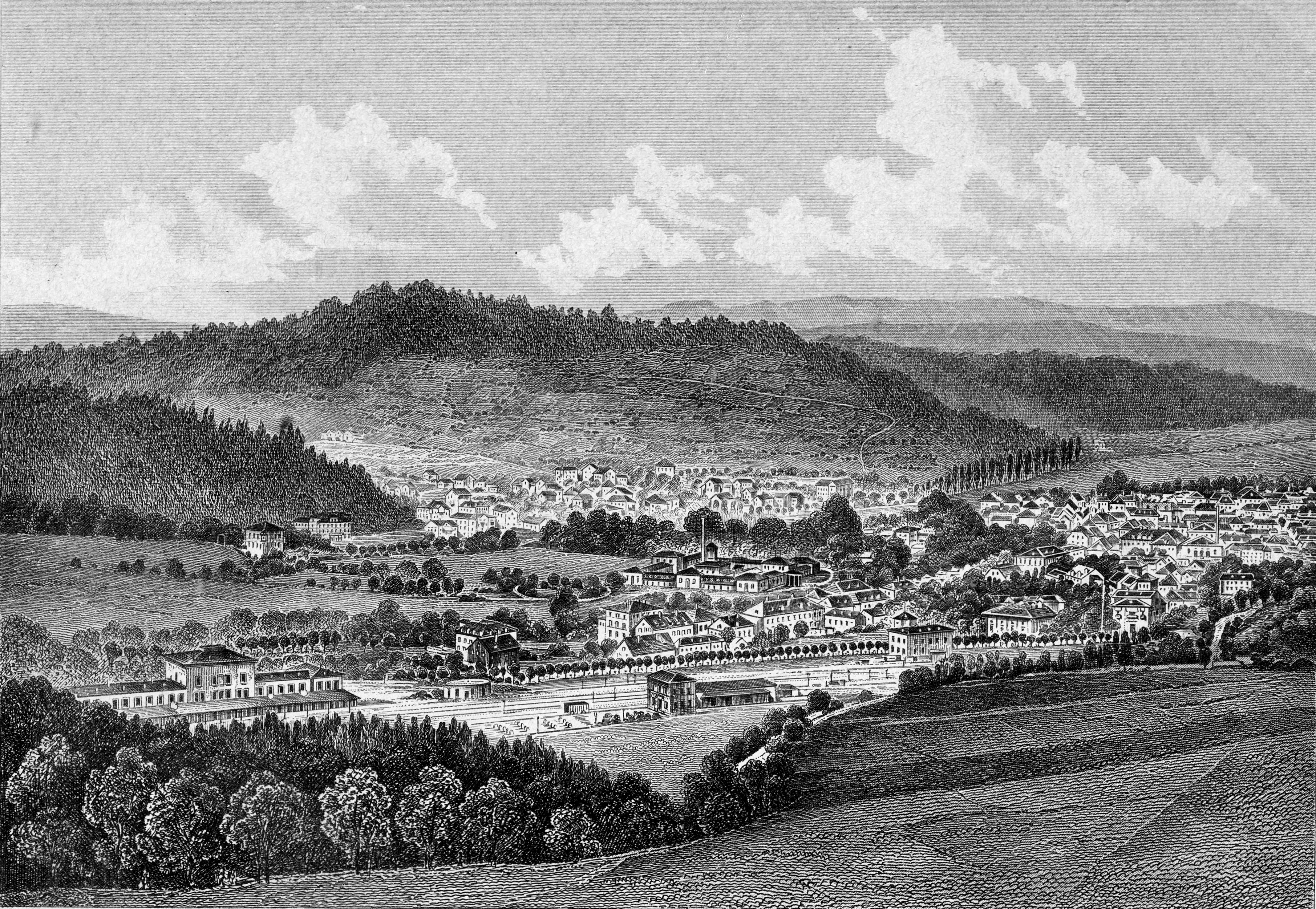
Kissingen con stazione (sinistra), 1875
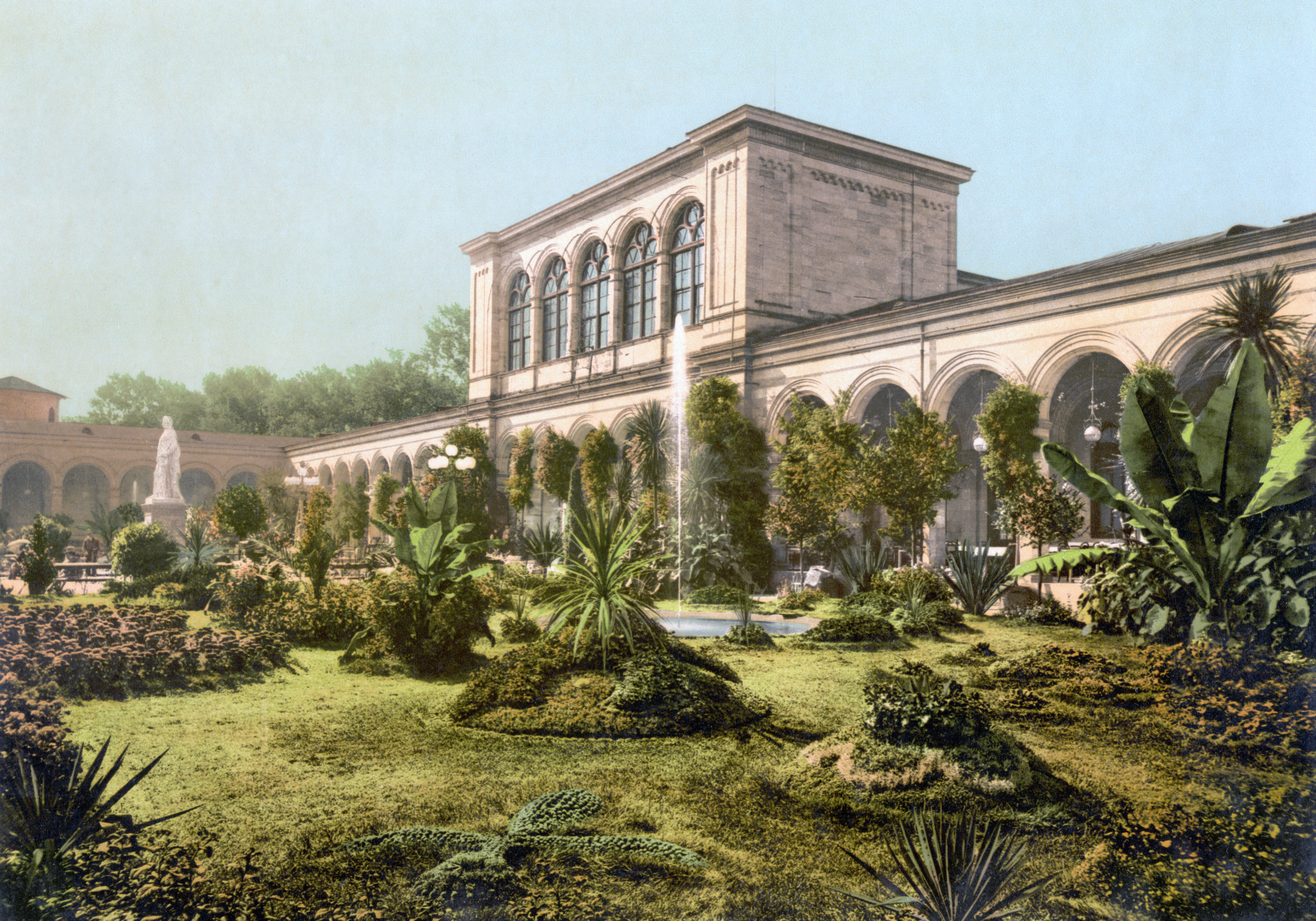
Arkadenbau di Bad Kissingen nel 1900

## Cultura
Eventi più importanti:
- Ogni inverno si svolge un evento chiamato "Kissinger Winterzauber"
- Il "Kissinger Sommer" che si svolge in estate è un festival de la musica classica[5]
- Alla fine di luglio si svolge il fisso "Rakoczy Fest"[6]

## Cosa visitare
- Il giardino spa ("Kurgarten") con i portici ("Arkadenbau") di Friedrich von Gärtner e la sala passeggiate ("Wandelhalle") di Max Littmann (1838-1913).
- Il teatro (Kurtheater), anche di Max Littmann (inaugurato nel 1905)
- Il "Regentenbau" di Max Littmann, sala da concerto, inaugurato nel 1913
- Museo Bismarck
- le terme
- Castello Botenlauben, sede del Conte Otto von Botenlauben (poeta e crociato)

## Amministrazione

### Gemellaggi
Città gemellate con Bad Kissingen:
- Massa (Italia)
- Eisenstadt (Austria)
- Vernon (Francia)

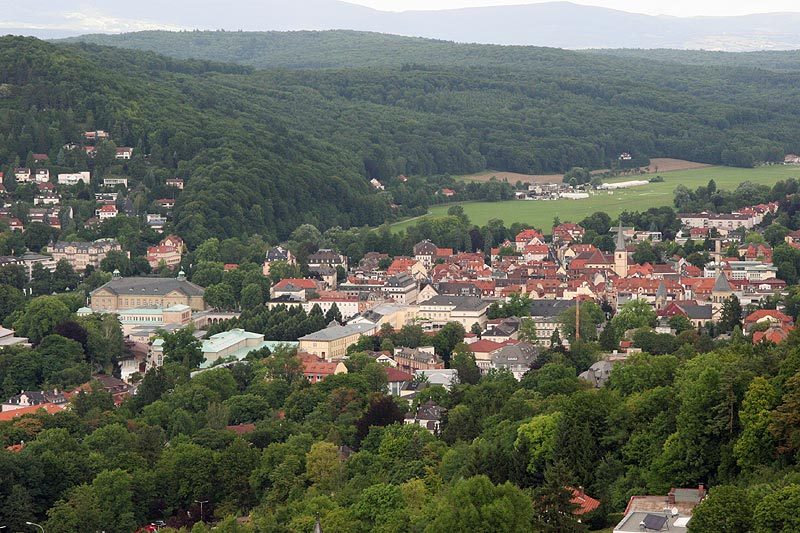
Bad Kissingen
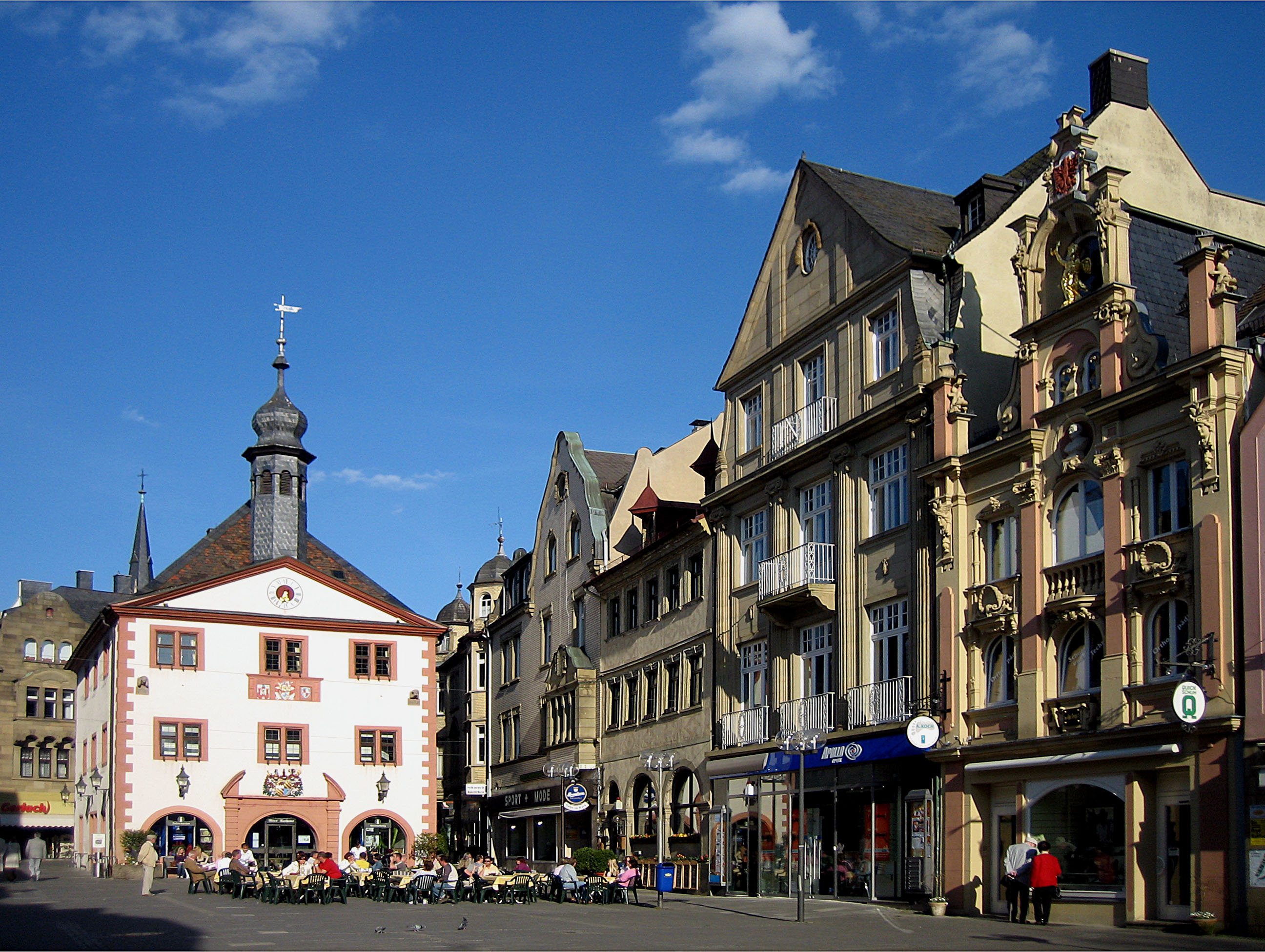
Mercato con vecchio municipio
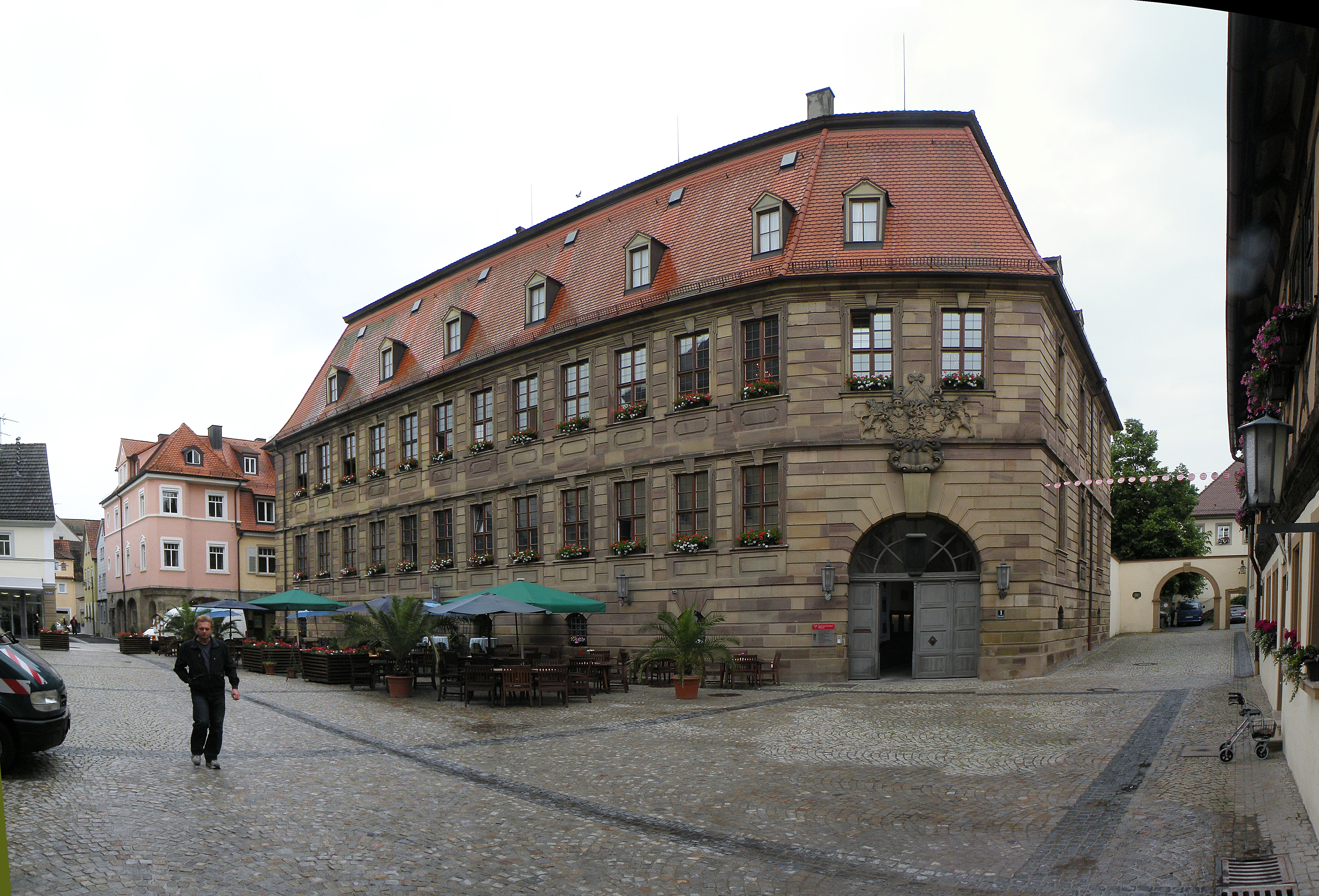
Il municipio de Bad Kissingen
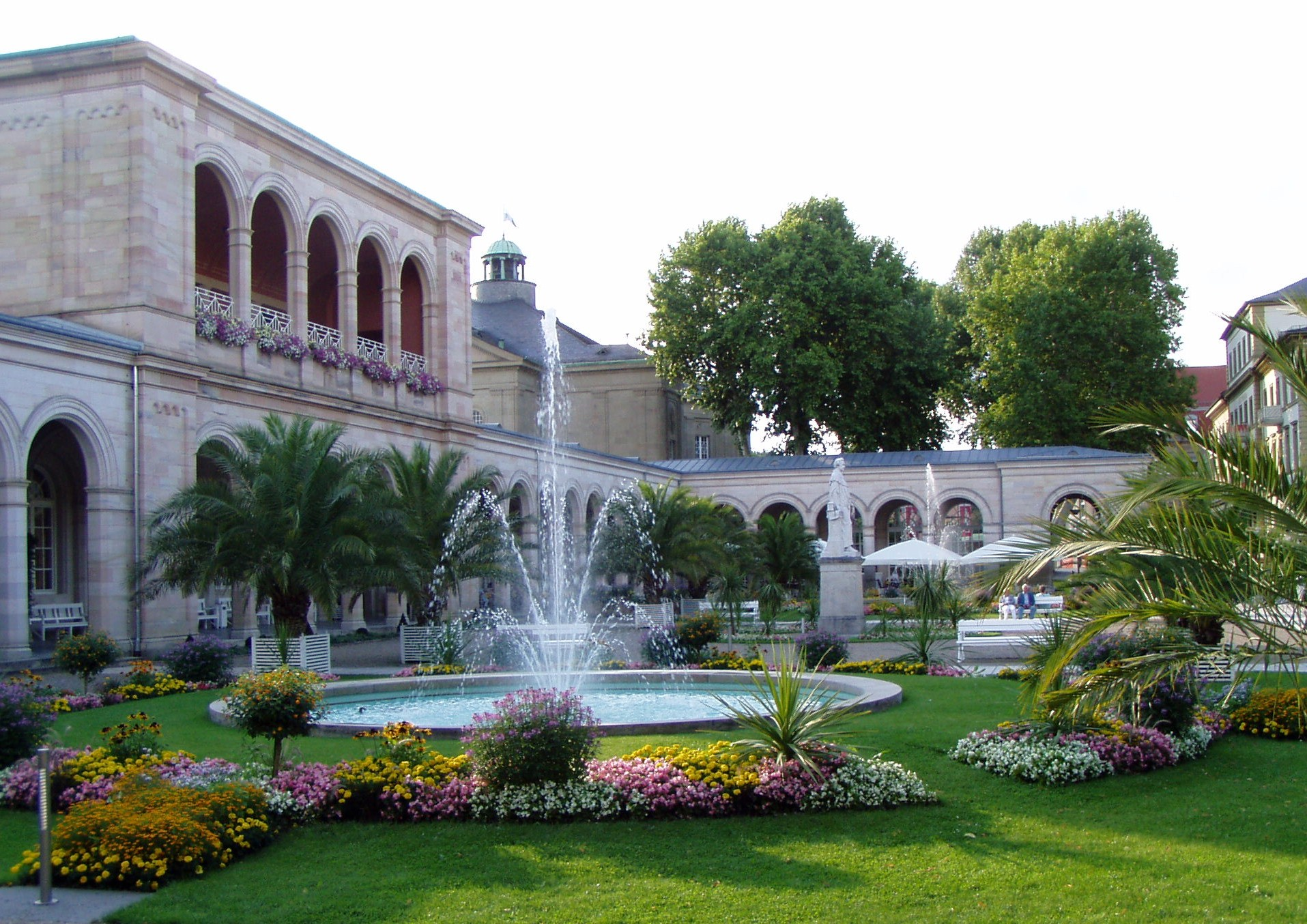
Il giardino spa con i portici ("Arkadenbau")
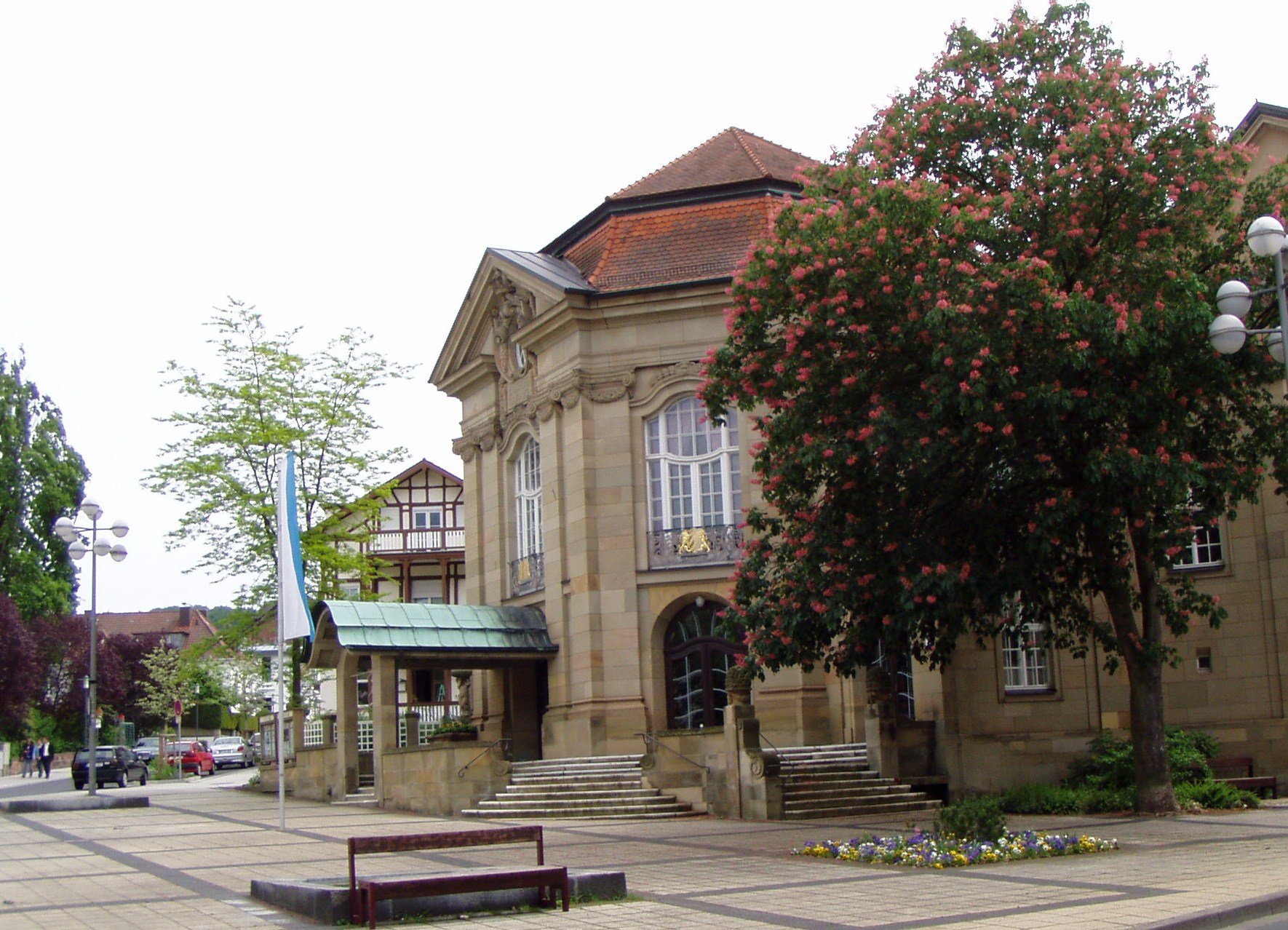
Il teatro ("Kurtheater") de Bad Kissingen
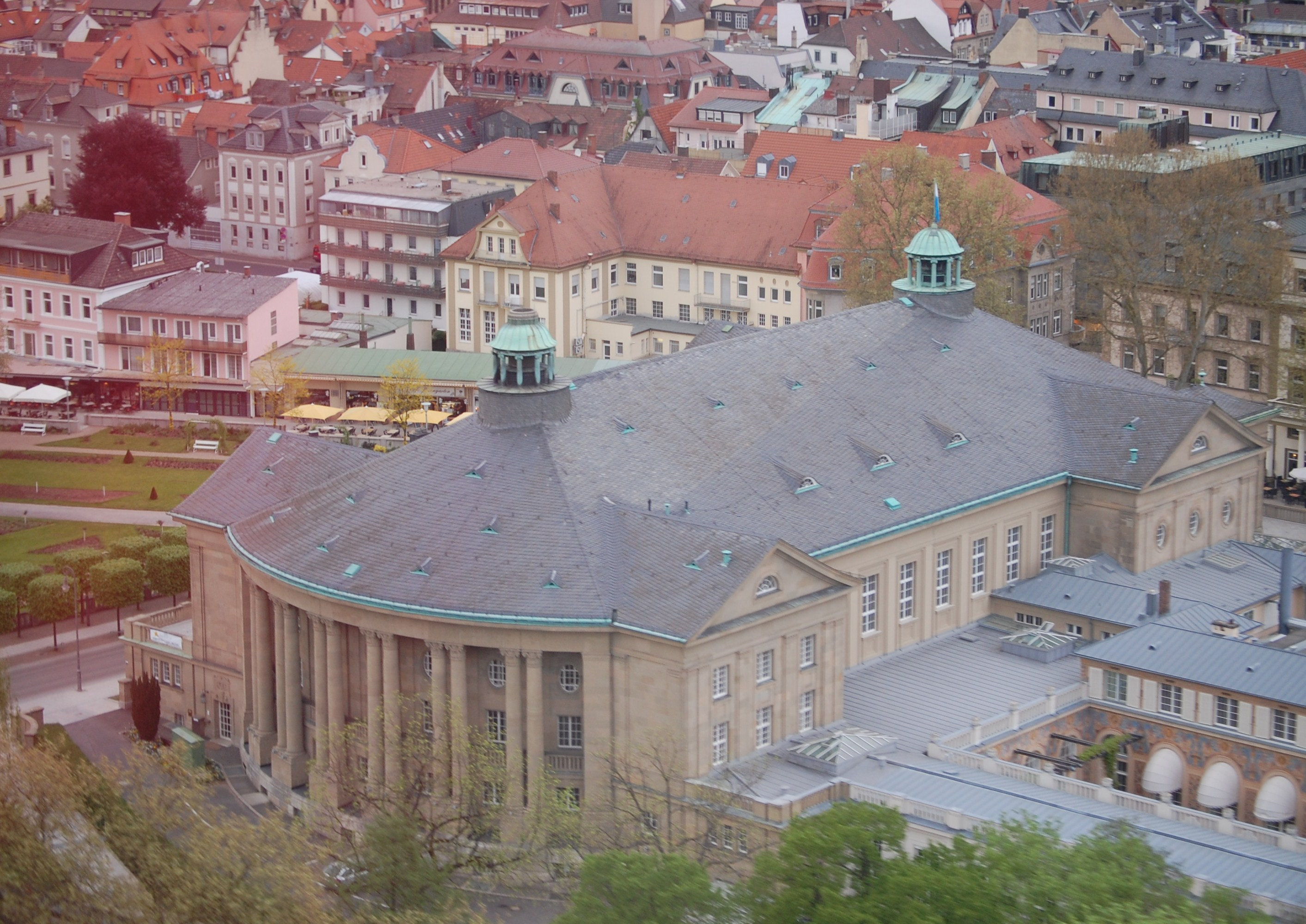
"Regentenbau", sala da concerto
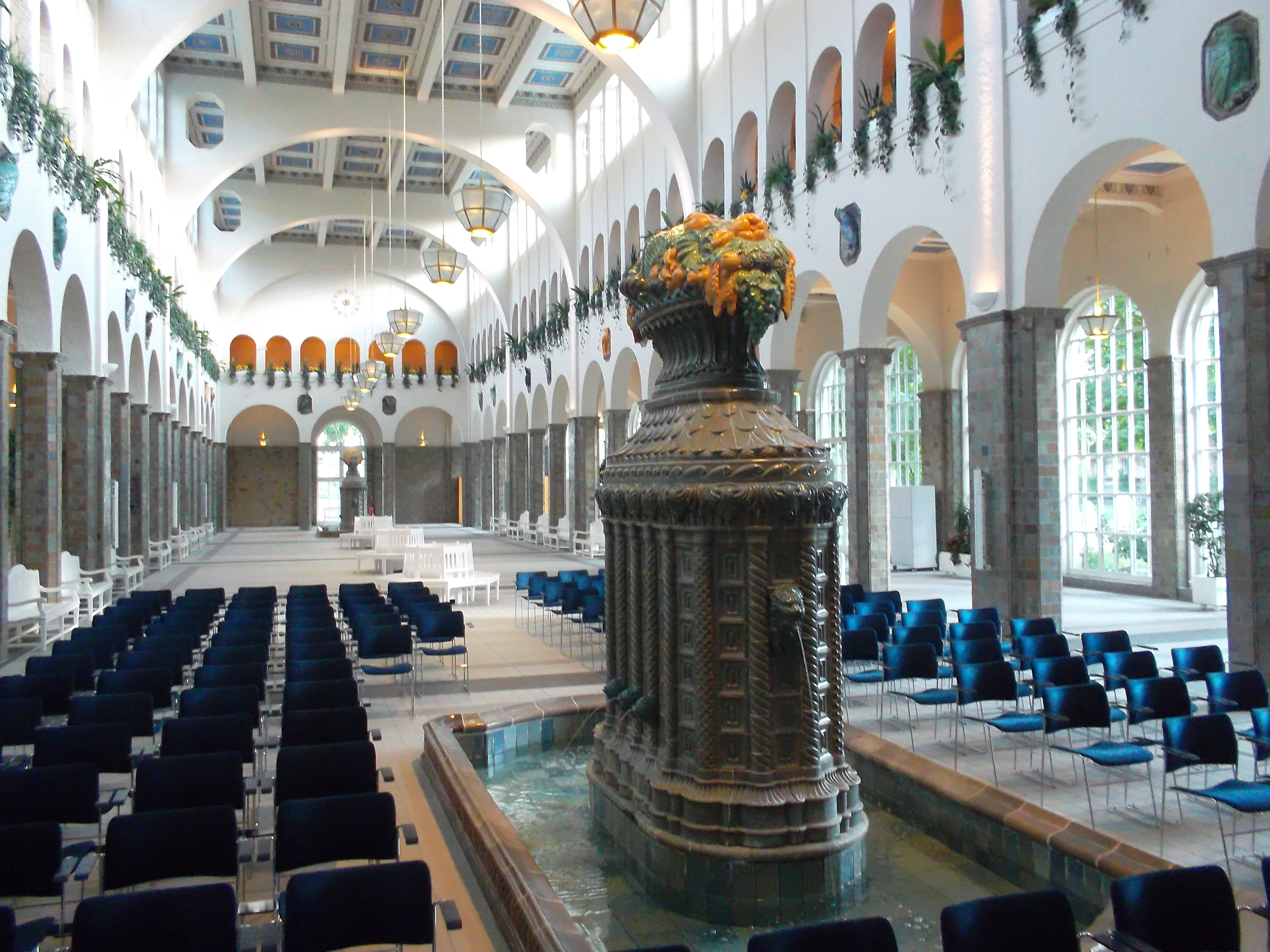
L'interno de la "Wandelhalle"
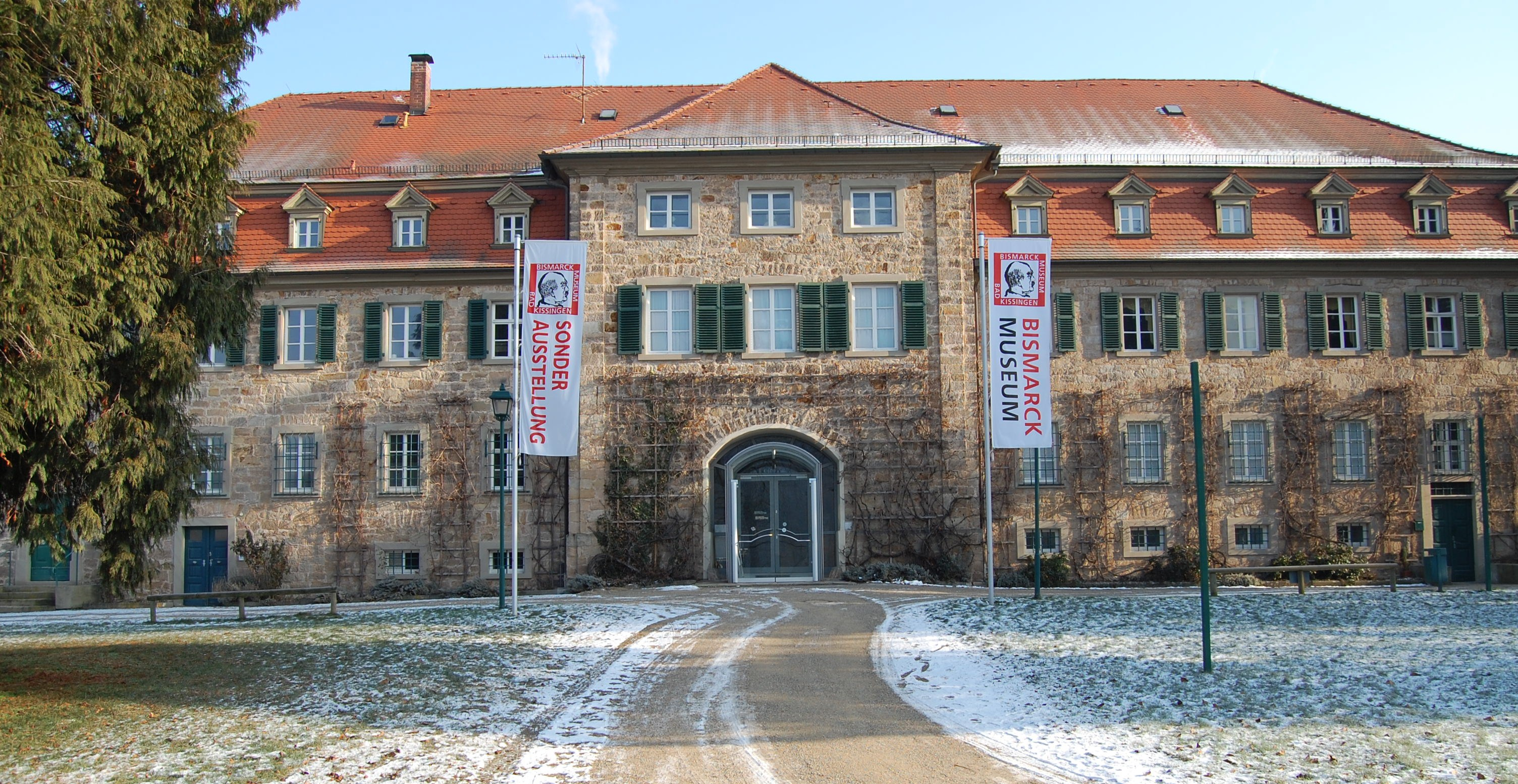
"Obere Saline" con Museo Bismarck
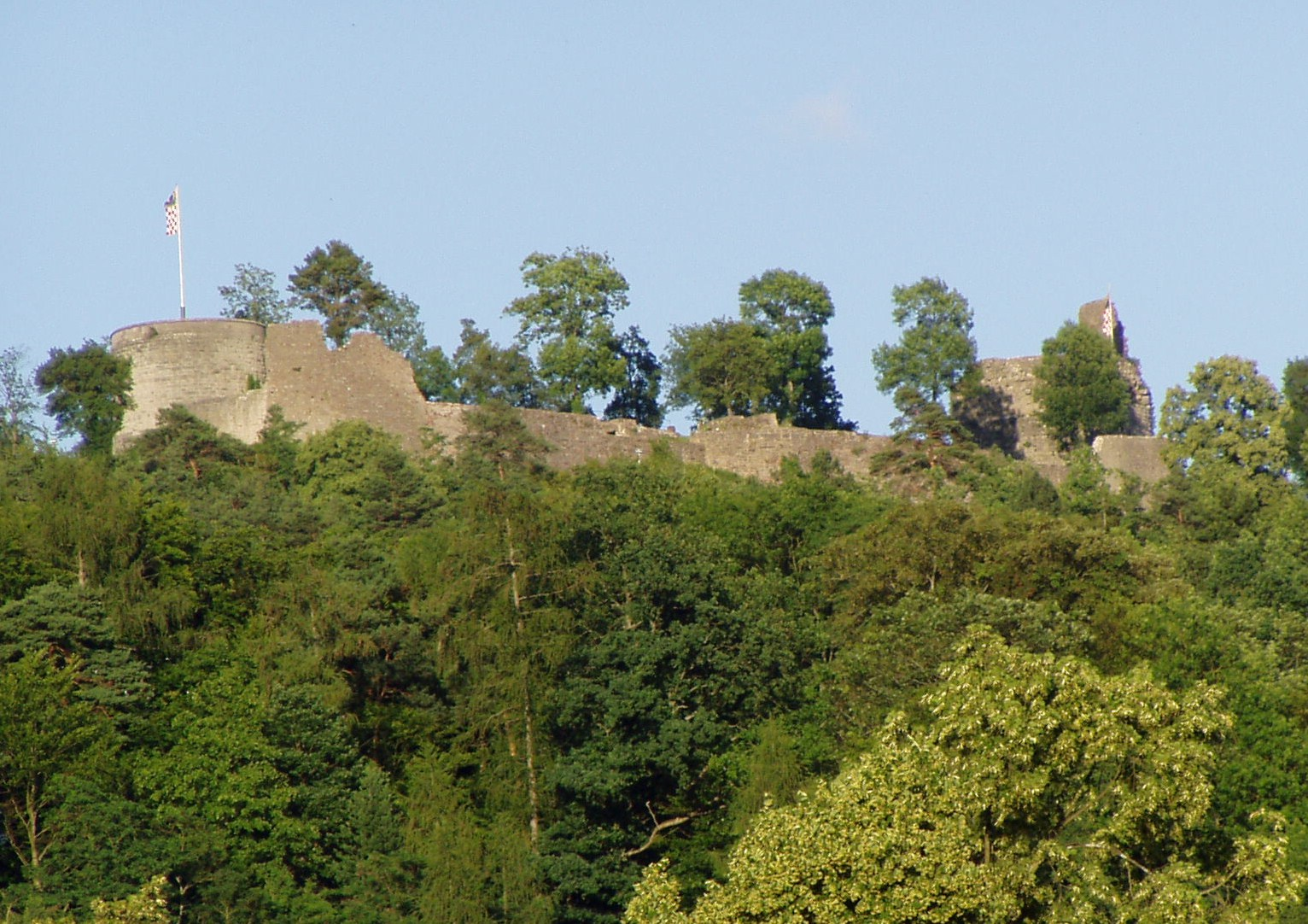
Il castello Botenlauben